# Вамба, Анаклет
Анаклет Вамба (фр. Anaclet Wamba, род. 6 января 1960, Лиранга, Республика Конго) — французский боксёр-профессионал конголезского происхождения, выступавший в первой тяжёлой весовой категории. Экс-чемпион мира по боксу по версии WBC. Выступал за сборную Народной Республики Конго на Олимпийских играх 1980 года.

## Биография
Родился в 1960 году в Республике Конго. Как боксёр-любитель представлял эту страну на Олимпийских играх 1980 года в Москве (в полутяжёлом весе), но проиграл уже в первом круге австралийцу Бенни Пайку.
Перешёл в профессионалы в 1982 году, первый бой в профессиональной карьере провёл 27 ноября 1982 года против Ги Телюссона, победив нокаутом. Выиграл 13 боёв, прежде чем потерпел первое поражение в профессиональной карьере в октябре 1985 года от британца Хораса Нотиса. В 1989 году стал чемпионом Европы в полутяжёлом весе по версии EBU после победы над действующим чемпионом итальянцем Анджело Роттоли.
В декабре 1990 года проиграл бой за звание чемпиона мира по версии ВБС итальянцу Массимилиано Дюрану в результате дисквалификации. Эти же соперники встретились снова в июле 1991 года в Палермо в очередном матче за первенство мира. Уже в первом раунде Дюран получил рассечение брови, что затруднило ему обзор на остаток боя. Французский боксёр дважды отправлял соперника в нокдаун, и в 11-м раунде поединок был остановлен с присуждением титула Вамбе. После этого он семь раз успешно защищал титул, в том числе в матче-реванше против Дюрана в декабре того же года, против олимпийского чемпиона Эндрю Мейнарда в 1992 году и против Адольфо Вашингтона в 1994 году (в этом бою в Монте-Карло один судья отдал французу победу с общим счётом 116-114, а двое других зафиксировали ничью) и против аргентинца Марсело Домингеса в том же году. До завершения выступлений больше не проиграл ни одного боя, завершив карьеру в 1994 году с 46 победами при двух поражениях и одной ничьей. После этого основал сеть прачечных у себя на родине в Конго. В связи с отказом защищать дальше титул чемпиона мира это звание в январе 1996 года отобрали у Вамбы и передали участнику последнего боя за титул Домингесу.